# ماريك سفرتشيفيسكي
ماريك سفرتشيفيسكي (بالبولندية: Marek Świerczewski)‏ هو لاعب كرة قدم بولندي في مركز الدفاع، ولد في 2 مارس 1967 في نوفي سونتس في بولندا. شارك مع منتخب بولندا لكرة القدم. أما مع النوادي، فقد لعب مع أدميرا فاكر مودلينغ وأوستريا فيينا وشتورم غراتس وفيسوا كراكوف ونادي سيميرينغر وهوتنيك نوفا هوتا.

## وصلات خارجية
- ماريك سفرتشيفيسكي على موقع قاعدة بيانات كرة القدم.إي يو (الإنجليزية)
- ماريك سفرتشيفيسكي على موقع ناشيونال فوتبول تيمز (الإنجليزية)